# Норторф (Вильстермарш)
Норторф (нем. Nortorf) — община в Германии, в земле Шлезвиг-Гольштейн. 
Входит в состав района Штайнбург. Подчиняется управлению Вильстермарш.  Население составляет 838 человек (на 31 декабря 2010 года). Занимает площадь 20,2 км².